# كلير كينغ (مؤلفة)
كلير كينغ (بالإنجليزية: Claire King)‏ (5 يناير 1972)؛ روائية بريطانية.